# 奇尔拉萨罗达邦格阿尔
奇尔拉萨罗达邦格阿尔（Chilla Saroda Bangar），是印度德里East县的一个城镇。总人口65969（2001年）。

## 人口
该地2001年总人口65969人，其中男性36978人，女性28991人；0—6岁人口10326人，其中男5563人，女4763人；识字率69.72%，其中男性为75.89%，女性为61.85%。